# Jarrie
Jarrie és un municipi francès situat al departament de la Isèra i a la regió d'Alvèrnia-Roine-Alps. L'any 2007 tenia 3.847 habitants.

## Demografia

### Població
El 2007 la població de fet de Jarrie era de 3.847 persones. Hi havia 1.485 famílies de les quals 327 eren unipersonals (157 homes vivint sols i 170 dones vivint soles), 488 parelles sense fills, 577 parelles amb fills i 93 famílies monoparentals amb fills.
La població ha evolucionat segons el següent gràfic:
Habitants censats

### Habitatges
El 2007 hi havia 1.593 habitatges, 1.496 eren l'habitatge principal de la família, 27 eren segones residències i 70 estaven desocupats. 1.048 eren cases i 542 eren apartaments. Dels 1.496 habitatges principals, 1.034 estaven ocupats pels seus propietaris, 436 estaven llogats i ocupats pels llogaters i 26 estaven cedits a títol gratuït; 24 tenien una cambra, 122 en tenien dues, 188 en tenien tres, 414 en tenien quatre i 749 en tenien cinc o més. 1.169 habitatges disposaven pel capbaix d'una plaça de pàrquing. A 500 habitatges hi havia un automòbil i a 913 n'hi havia dos o més.

### Piràmide de població
La piràmide de població per edats i sexe el 2009 era:
| Homes | Edats   | Dones |
| ----- | ------- | ----- |
| 0     | 95 o +  | 4     |
| 4     | 90 a 94 | 8     |
| 20    | 85 a 89 | 20    |
| 4     | 80 a 84 | 16    |
| 32    | 75 a 79 | 48    |
| 28    | 70 a 74 | 44    |
| 56    | 65 a 69 | 72    |
| 104   | 60 a 64 | 72    |
| 96    | 55 a 59 | 84    |
| 220   | 50 a 54 | 148   |
| 188   | 45 a 49 | 160   |
| 188   | 40 a 44 | 232   |
| 148   | 35 a 39 | 172   |
| 112   | 30 a 34 | 132   |
| 128   | 25 a 29 | 88    |
| 84    | 20 a 24 | 140   |
| 176   | 15 a 19 | 180   |
| 144   | 10 a 14 | 176   |
| 112   | 5 a 9   | 160   |
| 120   | 0 a 4   | 104   |

## Economia
El 2007 la població en edat de treballar era de 2.684 persones, 1.949 eren actives i 735 eren inactives. De les 1.949 persones actives 1.831 estaven ocupades (945 homes i 886 dones) i 118 estaven aturades (65 homes i 53 dones). De les 735 persones inactives 278 estaven jubilades, 276 estaven estudiant i 181 estaven classificades com a «altres inactius».

### Ingressos
El 2009 a Jarrie hi havia 1.472 unitats fiscals que integraven 3.877,5 persones, la mediana anual d'ingressos fiscals per persona era de 23.294 €.

### Activitats econòmiques
Dels 142 establiments que hi havia el 2007, 1 era d'una empresa extractiva, 5 d'empreses alimentàries, 1 d'una empresa de fabricació de material elèctric, 12 d'empreses de fabricació d'altres productes industrials, 22 d'empreses de construcció, 22 d'empreses de comerç i reparació d'automòbils, 9 d'empreses de transport, 9 d'empreses d'hostatgeria i restauració, 5 d'empreses d'informació i comunicació, 5 d'empreses financeres, 6 d'empreses immobiliàries, 18 d'empreses de serveis, 19 d'entitats de l'administració pública i 8 d'empreses classificades com a «altres activitats de serveis».
Dels 38 establiments de servei als particulars que hi havia el 2009, 1 era una oficina de correu, 1 una oficina bancària, 1 funerària, 1 taller de reparació d'automòbils i de material agrícola, 1 autoescola, 2 paletes, 4 guixaires pintors, 4 fusteries, 1 lampisteria, 8 electricistes, 1 empresa de construcció, 4 perruqueries, 1 agència de treball temporal, 6 restaurants i 2 agències immobiliàries.
Dels 11 establiments comercials que hi havia el 2009, 2 eren botiges de menys de 120 m², 2 fleques, 2 carnisseries, 2 llibreries, 1 una botiga de material esportiu i 2 floristeries.
L'any 2000 a Jarrie hi havia 19 explotacions agrícoles que ocupaven un total de 270 hectàrees.

## Equipaments sanitaris i escolars
Els 2 equipaments sanitaris que hi havia el 2009 eren farmàcies.
El 2009 hi havia 2 escoles maternals i 3 escoles elementals. Jarrie disposava d'un col·legi d'educació secundària amb 537 alumnes.

## Poblacions més properes
El següent diagrama mostra les poblacions més properes.